# Oxyaena
Oxyaena is een geslacht van uitgestorven katachtige zoogdieren behorend tot orde van de Oxyaenodonta en de familie Oxyaenidae, dat leefde in Noord-Amerika en Europa van het Boven-Paleoceen tot het Onder-Eoceen. Het geslacht kreeg zijn naam in 1874 van de Amerikaanse paleontoloog Edward Drinker Cope.

## Kenmerken
Oxyaena had een lichaamslengte van ongeveer een meter en een gewicht van circa twintig kilogram, waarmee het dier min of meer het formaat van een nevelpanter had. Oxyaena had een langgerekt, krachtig gebouwd lichaam met een ronde kop van circa twintig centimeter, sterke kaken en lange hoektanden, en korte, robuuste poten met grote, brede voeten met vijf tenen. In tegenstelling tot echte katten was Oxyaena een wandelaar, dus ze liep met het hele gebied van de voet. Afgaand op de lichaamsbouw was Oxyaena een goede klimmer. Tijdens het lopen in de bomen zorgde de lange staart voor evenwicht en de brede voeten gaven extra grip. Oxyaena jaagde vanuit een hinderlaag, aangezien uit de bouw van de voeten blijkt dat deze zoolganger geen snelle loper was.
De schedel was breed en laag (twintig centimeter lang), terwijl de lichaamslengte samen met de staart ongeveer honderdveertig centimeter was. Het dier was veertig centimeter hoog en woog ongeveer twintig kilogram. Oxyaena had een enorme onderkaak, maar vertrouwde waarschijnlijk op zijn ogen en gehoor om te jagen, net als katten en marters. Er wordt aangenomen dat Oxyaena ook in bomen kon klimmen op zoek naar prooi.

## Voorkomen
Oxyaena was een van de algemeenste roofzoogdieren van de Noord-Amerika in het Wasatchian. Oxyaena migreerde vanuit Noord-Amerika naar zowel oostelijk Azië als West-Europa met vondsten in Mongolië, Frankrijk, Engeland en het Belgische Dormaal.

## Classificatie
Lange tijd behoorde Oxyaena tot de orde van de zogenaamde oerroofdieren (Creodonta), die werden beschouwd als slechts zeer breed gerelateerd aan de roofdieren van vandaag. Deze uitgestorven orde van carnivoren omvatte oorspronkelijk twee families, de Hyaenodontidae en de Oxyaenidae. De Oxyaenidae verschenen in Noord-Amerika tegen het einde van het Paleoceen, vanuit Europa zijn ze alleen bekend uit het vroege Eoceen. De familie is alleen gedocumenteerd voor een korte geologische periode in Europa, in Noord-Amerika stierf het uit in het midden van het Eoceen.

## Soorten
- Oxyaena lupina Cope, 1874
- Oxyaena forcipata Cope, 1874
- Oxyaena gulo Matthew, 1915
- Oxyaena pardalis Matthew, 1915
- Oxyaena intermedia Denison, 1938
- Oxyaena simpsoni Van Valen, 1966
- Oxyaena woutersi (Lange-Badré & Godinot, 1982)